# 三關站
三關站（日语：／ Mitsuseki eki */?）是位於秋田縣湯澤市上關字二橋5番，東日本旅客鐵道（JR東日本）的奧羽本線車站。

## 歷史

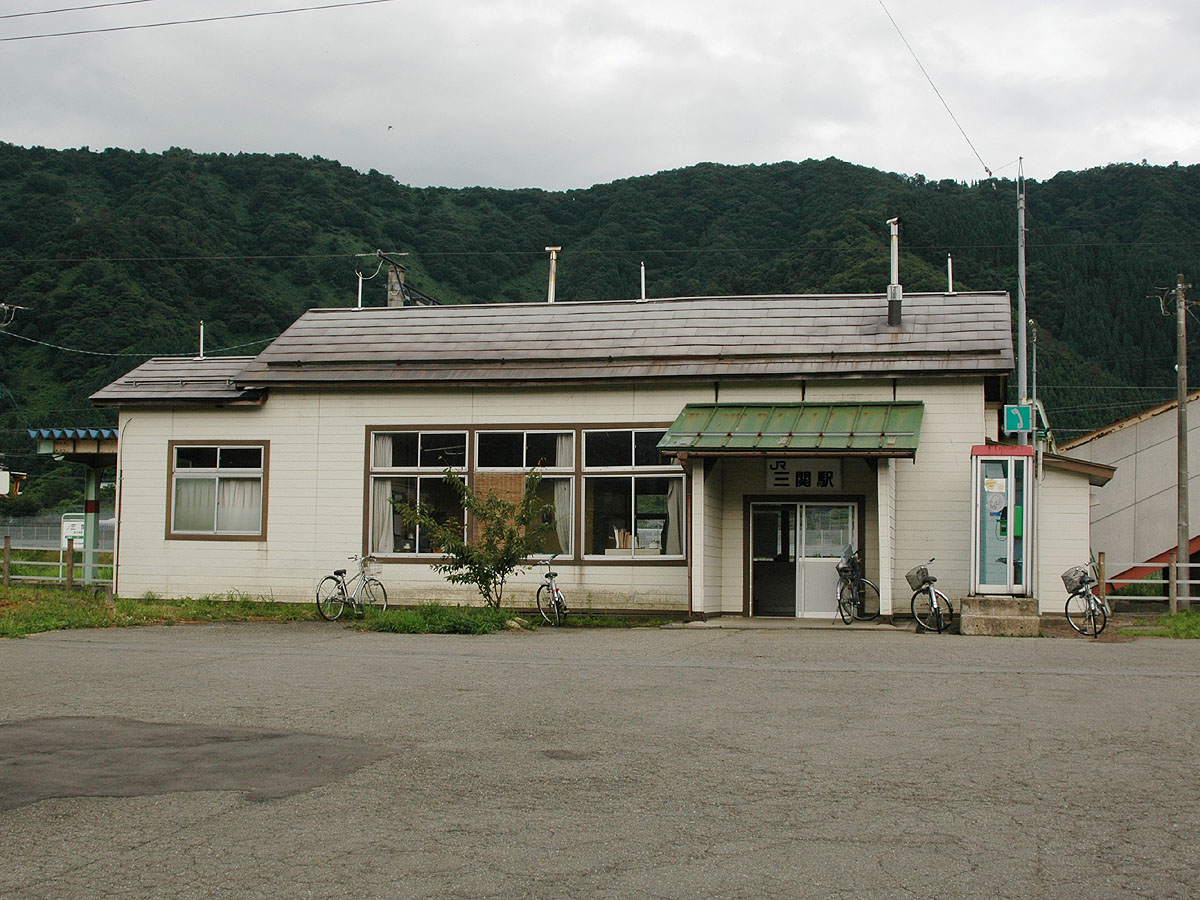
舊車站大樓 （2007年7月16日拍攝）

- 1923年（大正12年）11月5日：國鐵於雄勝郡三關村（日语：三関村）開設三關信號站。
- 1930年（昭和5年）7月1日：升級至車站，名為三關站[1]。
- 1950年（昭和25年）7月11日：一列貨運列車在車站內出軌翻側（三關站暴走事件（日语：日本の鉄道事故 (1950年から1999年)#三関駅暴走事件））[2]。同月27日，前鐵路男工人因阻礙交通罪（日语：往来を妨害する罪）被捕[3]。
- 1979年（昭和54年）12月1日：成為無人車站（簡易委託化）[4]。
- 1987年（昭和62年）4月1日：伴隨國鐵分割民營化，車站由東日本旅客鐵道（JR東日本）營運。
- 2009年（平成21年）3月31日：完全成為無人車站。
- 2017年（平成29年）
  - 8月：車站大樓重建工程開始。同月下旬開設臨時車站大樓[5]。
  - 12月1日：車站大樓翻新完成[6][7]。

## 車站構造
車站是一座地面車站，設有1面1線的單式月台。曾經此站設有2面2線的相對式月台，現時另一邊的路軌變成側線。曾經存在的跨線橋已經拆毀。
此站是由湯澤站管理的無人車站。車站大樓在2017年12月1日建成，大樓使用了秋田杉作為材料。大樓與背後的奧羽山脈融合形成一體。

## 使用狀況
以下列出乘車人次變化：
| 年度               | 1日平均 乘車人次 | 參考資料       |
| ------------------ | ---------------- | -------------- |
| 2000年（平成12年） | 81               | [ 利用客数 1 ] |
| 2001年（平成13年） | 68               | [ 利用客数 2 ] |
| 2002年（平成14年） | 59               | [ 利用客数 3 ] |
| 2003年（平成15年） | 56               | [ 利用客数 4 ] |
| 2004年（平成16年） | 58               | [ 利用客数 5 ] |
| 2005年（平成17年） | 49               | [ 利用客数 6 ] |
| 2006年（平成18年） | 48               | [ 利用客数 7 ] |
| 2007年（平成19年） | 40               | [ 利用客数 8 ] |

## 車站周邊
- 秋田縣道186號三關停車場線（日语：秋田県道186号三関停車場線）
- 湯澤上關簡易郵局
- 國道13號
- 雄物川

## 相鄰車站
東日本旅客鐵道（JR東日本）
■奧羽本線
橫堀－三關－上湯澤

## 注腳

### 使用狀況
1. ↑  . 東日本旅客鉄道.   [2019-02-18]. （原始内容存档于2018-02-13） （日语）.
2. ↑  . 東日本旅客鉄道.   [2019-02-18]. （原始内容存档于2019-04-02） （日语）.
3. ↑  . 東日本旅客鉄道.   [2019-02-18]. （原始内容存档于2019-04-02） （日语）.
4. ↑  . 東日本旅客鉄道.   [2019-02-18]. （原始内容存档于2019-04-02） （日语）.
5. ↑  . 東日本旅客鉄道.   [2019-02-18]. （原始内容存档于2019-04-02） （日语）.
6. ↑  . 東日本旅客鉄道.   [2019-02-18]. （原始内容存档于2017-08-08） （日语）.
7. ↑  . 東日本旅客鉄道.   [2019-02-18]. （原始内容存档于2019-03-27） （日语）.
8. ↑  . 東日本旅客鉄道.   [2019-02-18]. （原始内容存档于2017-08-08） （日语）.

## 外部連結
- 車站資訊（三關）：東日本旅客鐵道（日語）